# Threatcon Delta
Threatcon Delta è il primo album solista del cantante britannico Neil Turbin, pubblicato il 16 gennaio 2003 e distribuito dalla Metal Mayhem Music.

## Tracce
1. Wake Up Call – 0:24 (Neil Turbin)
2. Cut To The Chase – 2:51
3. What You Can't Control – 3:28
4. Sick Of It All – 3:04
5. Keep The Fire – 3:52
6. The Truth is The Best Lie – 3:49
7. Blue Screen of Death – 3:03
8. Dolly Dagger (Jimi Hendrix cover) – 3:40
9. Rat Race – 3:33
10. Vigilante Justice – 2:50
11. Touch Too Much (AC/DC cover) – 4:32
12. Wrecking Ball – 3:35
13. Dog Eat Everything – 2:42
14. Piece of Me – 3:15

## Formazione
- Neil Turbin - voce
- Vernon Anderson - chitarra
- Roger Bueno - chitarra e basso
- Sandy K. Vasquez - basso e chitarra
- Niki Lane - batteria